# Serrognathus doani
Serrognathus doani là một loài bọ cánh cứng trong họ Lucanidae. Loài này được Baba mô tả khoa học năm 2000.